# Pterocella scutella
Pterocella scutella is een mosdiertjessoort uit de familie van de Catenicellidae. De wetenschappelijke naam van de soort is voor het eerst geldig gepubliceerd in 1891 door Hutton.